# ロブ・ファブリー
ロブ・ファブリー（Rob Fabrie）は別名義DJ Waxweazleでも良く知られる、ハードコアテクノとハッピーハードコアのDJである。

## 経歴
彼の経歴は、友人であるRichard van Naamenが、1990年にテクノの曲を作成するようになった事から始まる。同年にロッテルダムのクラブ"Midtown"で働き始め、後年に同じジャンルの音楽を作る事となったポール・エルスタックへデモテープを手渡した。
彼の活動で一般に認知されているのは、ロブ・ファブリー、Richard van Naamen、ポール・エルスタックによって結成されたホリー・ノイズが挙げられる。結成間もなく、このグループためにヒットシングル "James Brown is still alive" (L.A. Styleの"James Brown Is Dead"のアンサーソング）をはじめ、"The Nightmare"などを作成した。
若干のコンピレーションを出した後、ホリーノイズは解散した。
ポール・エルスタックはDJポール名義として、別な路線へ歩み、自身のレーベルを立ち上げた。
ロブ・ファブリーは、テラートラックスのような国際的なレーベルから幾つかのソロプロジェクト作品を発表し、世界のダンスシーンに対して知名度を高めていった。多くのアルバムは成功し、彼は毎週多くのプロモーターによって、DJの活動を指名されるようになり、ID&Tの傘下へサブレーベルとして"Waxweazle"を提供され、運営することとなった。 また、それまでに何度か使用した変名"DJ Waxweazle"はレーベル名の由来ともなり、次第に定着していく事となる。更にこの時期には、ロッテルダムへ自身のスタジオを置くようになった。1998年からはFabrie名義を使用しなくなり、替わって変名Headbangerを用いるようになった。以降は主にメインスタイルの曲を発表するようになり、最大のヒットとしては、Headbanger Theme (2000年)が挙げられる。